# Mesosemia fluminensis
Mesosemia fluminensis är en fjärilsart som beskrevs av Jose Francisco Zikán 1952. Mesosemia fluminensis ingår i släktet Mesosemia och familjen Riodinidae. Inga underarter finns listade i Catalogue of Life.